# Stand-alone shell
 El Stand-alone shell ( sash ) es un shell de Unix diseñado para usarse en la recuperación de ciertos tipos de fallas del sistema. 
Los comandos integrados de sash tienen todas las bibliotecas vinculadas de forma estática, por lo que, a diferencia de la mayoría de los shells en Linux, los comandos estándar de UNIX no se basan en bibliotecas externas. Por ejemplo, el comando de copia (cp) requiere libc.so y ld-linux.so cuando se construye desde GNU Core Utilities en Linux . Si alguna de estas bibliotecas se corrompe, el comando cp de coreutils no funcionará; sin embargo, en el marco, el comando incorporado, cp, no se vería afectado. 
En épocas anteriores, la mayoría de los comandos críticos (incluidos los shells) en /sbin o incluso /bin se vinculan estáticamente para este propósito, mientras que en /usr /sbin y /usr/bin se encontrarían las versiones más ricas en funciones que estaban vinculadas dinámicamente. Esto ya no es común y, como tal, los shells enlazados estáticamente con comandos integrados se han vuelto más importantes. 
Sash tiene los siguientes comandos incorporados: 
ar, chattr, chgrp, chmod, chown, cmp, cp, dd, echo, ed, exec, grep, file, find, gunzip, gzip, kill, losetup, ln, ls, lsattr, mkdir, mknod, rmdir, sum, sync, tar, touch, umount, where
El shell Sash también se ha portado para que funcione con Android en una interfaz de terminal. 

## sash-plus-patches
sash-plus-patches es una colección de parches para sash. Las características clave son los comandos chroot, pivot root y losetup . Sin embargo, estas funciones están disponibles en las versiones más nuevas de sash. Estas funciones proporcionan interfaces a las respectivas llamadas al sistema Linux. Son especialmente útiles cuando se utiliza en un entorno inicial de ramdisk ("initrd"). Además, se ha agregado soporte de expansión de variable de shell simple; por ejemplo, la variable "$(VAR)" se reemplaza por el contenido de la variable de entorno "VAR". 
Algunas distribuciones de Linux, como Debian y Slackware (a través de SlackBuilds.org), tienen este paquete disponible.